# مجلة الكتابة الفنية والاتصالات
مجلة الكتابة الفنية والاتصالات، هي مجلة أكاديمية فصلية تتم مراجعتها من قبل الأقران وتغطي احتياجات الاتصال المتنوعة للصناعة والإدارة والحكومة والأوساط الأكاديمية ، بما في ذلك تحليل الجمهور والتوثيق عبر الإنترنت والصحافة التقنية والبحث في مجال الاتصال في مجالات متعددة التخصصات.  تم تأسيسها في عام 1971 وتنشرها منشورات سارة و جورج.  محرر المجلة هو تشارلز سايدز (جامعة ولاية فيتشبرج).

## الاستخلاص والفهرسة
المجلة مجردة ومفهرسة في قواعد بيانات نت لايبراري و مركز معلومات مصادر التعلم و سكوبي.

## روابط خارجية
- الموقع الرسمي